# Caistron
Caistron är en ort i civil parish Hepple, i grevskapet Northumberland i England. Orten är belägen 6 km från Rothbury. Caistron var en civil parish 1866–1955 när det uppgick i Hepple. Civil parish hade 16 invånare år 1951.